# Roger Jouve
Roger Jouve (Marsiglia, 11 marzo 1949) è un ex calciatore francese, di ruolo centrocampista.

## Carriera

### Club
Ha vinto il campionato francese con lo Strasburgo.

### Nazionale
Ha collezionato sette presenze con la propria Nazionale.

## Palmarès

### Club

#### Competizioni nazionali
- Campionato francese: 1

Strasburgo: 1978-1979
- Supercoppa francese: 1

Nizza: 1970
- Ligue 2: 1

Nizza: 1968-1969